# آلفردو فوگلینو
آلفردو فوگلینو (انگلیسی: Alfredo Foglino؛ 1893 – ۱۹۶۸ (۷۴−۷۵ سال)) بازیکن فوتبال و مربی فوتبال اهل اروگوئه بود.
از باشگاه‌هایی که در آن بازی کرده‌است می‌توان به باشگاه فوتبال ناسیونال اروگوئه اشاره کرد.
وی همچنین در تیم ملی فوتبال اروگوئه بازی کرده‌است.